# Adelaide United Football Club
O Adelaide United Football Club é um clube de futebol da Austrália que foi fundado em 2003 para substituir o Adelaide City. Suas cores são vermelho, azul e amarelo.

## Histórico
O time do povo como é conhecido pois levava grandes públicos comparados aos outros times australianos. Com a nova liga australiana (Hyundai A-League, primeira divisão australiana) que começou em 2005 o clube se demonstrou uma força no futebol local alcançando boas posições. No final de 2006, o jogador brasileiro Romário jogou quatro partidas pelo Adelaide, onde marcou um gol.

### Liga dos Campeões da AFC
Em 2008, disputou a Liga dos Campeões da AFC e após se classificar em 1º lugar do grupo E, disputou as quartas de final em duas partidas com o Kashima Antlers: um empate em 1 a 1 na partida de ida (no Estádio Kashima em Kashima) e uma vitória por 1 a 0 no jogo de volta (no Hindmarsh Stadium em Adelaide). Na semifinal, derrotou o Bunyodkor no jogo de ida por 3 a 0 (no Hindmarsh Stadium) e perdeu o jogo de volta por 1 a 0 (no MHSK Stadium em Tashkent), mas classificou-se pela soma dos resultados (3 a 1). Na final, perdeu para o Gamba Osaka nas duas partidas: 3 a 0 no jogo de ida (no Osaka Expo '70 Stadium em Osaka) e por 2 a 0 no jogo de volta (no Hindmarsh Stadium).

### Campeonato Mundial de Clubes da FIFA
O clube participou pela primeira vez do Campeonato Mundial de Clubes da FIFA em 2008 e terminou a competição em 5º lugar.

## Títulos
| Nacionais | Nacionais                    | Nacionais | Nacionais        |
| Troféu    | Competição                   | Títulos   | Temporadas       |
| --------- | ---------------------------- | --------- | ---------------- |
|           | A-league                     | 1         | 2015-16          |
|           | Copa da Austrália de Futebol | 3         | 2014, 2018, 2019 |
| TOTAL     |                              |           |                  |
|           | Títulos oficiais             | 4         | 4 Nacionais      |

## Campanhas de destaque

### Internacionais
- Campeonato Mundial de Clubes da FIFA: 5º lugar - 2008
- Liga dos Campeões da AFC: 2º lugar - 2008

### Nacionais
- A-League:  2º lugar - 2006/07, 2008/209

## Recordes
O clube detém as duas maiores goleadas da historia da A-League, sendo as vitórias de 8 a 1 contra North Queensland em junho de 2011 e 7 a 0 contra o Newcastle Jets em janeiro de 2015.
Eugene Galeković é o recordista de jogos pelo clube com 203 partidas e o maior goleador é o Travis Dodd com 38 gols em partidas oficiais.